# Clystea innotata
Clystea innotata là một loài bướm đêm thuộc phân họ Arctiinae, họ Erebidae.